# Burgruine Sonnegg
Die Burgruine Sonnegg ist die Ruine einer Höhenburg bei 657 m ü. A., auf dem sogenannten Schloßberg, etwa 100 m oberhalb der Ortschaft Sonnegg in der Gemeinde Sittersdorf in Kärnten.

## Geschichte
Die Burg wurde 1267 erstmals als castrum Iounek erwähnt und zählte während ihrer Blütezeit zu den größten Burgen Kärntens. 1444 wurde Hans I. Ungnad von Weißenwolff mit Burg Sonnegg belehnt. In dessen Familie befand sie sich bis 1622, als sie im Erbgang an das Haus Hessen fiel. Dieses verkaufte die Burg 1639 an Johann Andreas von Rosenberg. Valvasor hatte 1688 noch die Gelegenheit die Burg zu zeichnen und zu beschreiben. Nur zwei Jahre später wurde sie 1690 bei einem schweren Erdbeben zerstört. Auf einen Wiederaufbau wurde verzichtet. Stattdessen wurde der zu Füßen des Schloßbergs liegende Wirtschaftshof zum neuen Wohnsitz ausgebaut, dem heutigen Schloss Sonnegg. Es befindet sich noch heute im Besitz der Familie Orsini-Rosenberg.
Die Burgruine hingegen wurde als Steinbruch der Bevölkerung überlassen, was ihren Zerfall beschleunigte. Die verbliebenen Mauerreste stammen aus dem Mittelalter und der Zeit der Renaissance und stehen unter Denkmalschutz.